# Līva Ēbere
Līva Ēbere (* 26. September 2007) ist eine lettische Volleyball- und Beachvolleyballspielerin. Im Alter von fünfzehn Jahren war sie schon lettische Pokalsiegerin und zweifache lettische Volleyball- sowie Beachvolleyballmeisterin ihres Heimatlandes.

## Karriere Halle
Für Lettland bestritt die Fünfzehnjährige 2022 sowohl die Qualifikation für die U17- als auch für die U19-Europameisterschaften. Mit ihrem Erstverein Rīgas Volejbola Skola/LU wurde sie lettische Meisterin, sechste beim übergreifenden Baltikum-Wettbewerb und stand ebenso im Halbfinale des Landespokals wie mit ihrem Zweitverein SUFA/DU. In der folgenden Saison konnte sie diese Resultate noch toppen. Der Universitätssportclub aus der Landeshauptstadt wurde sowohl nationaler Meister als auch Pokalsieger und erreichte den Bronzerang in der baltischen Meisterschaft.

## Karriere Beach

### Jugend und Junioren
Am 1. August 2021 gewann die damals dreizehnjährige Līva Ēbere zusammen mit ihrer Partnerin Beate Bonija Runce die Goldmedaille bei den U16 Beachvolleyballmeisterschaften der osteuropäischen Nationen, die in der EEVZA organisiert sind. Nach dem deutlichen Halbfinalerfolg über die Litauerinnen Morta Gailiute und Aiste Bardauskate besiegten sie im Finale auch deren Landsfrauen Elena Kuodaityte und Liepa Urbonaite, wobei das Spiel mit dem 22:20 im dritten Satz sehr viel enger war. Eine Saison später erreichte Ēbere mit Deniela Konstantinova das Endspiel der Europameisterschaften der unter Zwanzigjährigen und stand im Halbfinale bei der U18 EM. Nicht so erfolgreich lief es bei den Welttitelkämpfen U19, wo die beiden Lettinen als Dritte ihres Pools in der ersten Hauptrunde an den Deutschen Annika Berndt und Janne Uhl scheiterten und so den geteilten siebzehnten Platz belegten.

### Erwachsene
Mit Anete Namiķe gewann Līva Ēbere im Juli 2022 ihr erstes Turnier im Erwachsenenbereich. Anschließend erreichten die beiden die Runde der besten Acht beim Future in Myslowice.  Im folgenden Monat kamen sie beim FIVB Event in der polnischen Hauptstadt noch eine Runde weiter und gewannen danach zum ersten Mal die lettische Meisterschaft im Sand. Im Finale besiegten sie die an Nummer eins gesetzten Brailko / Konstantinova in drei Sätzen. Im Mai 2023 qualifizierte sich Ēbere an der Seite von Konstantinova mit der lettischen Nationalmannschaft in Netanja als Siegerteam für den CEV Beachvolleyball Nations Cup 2023.